# Manuel de Abreu
   Manuel de Abreu   (Arouca, Área Metropolitana do Porto, Portugal — Batxa 1737) é tido como um Mártir jesuíta. Impetuoso propagador da fé Católica, fez-se jesuíta aos dezasseis anos, tendo sido incumbido das missões a Tonquim (a Norte do actual Vietname), cuja partida se assinalou em Macau a 11 de Março de 1736.
Tanto Manuel de Abreu como os seus companheiros jesuítas, Bartolomeu Álvares, Vicente da Cunha e Gaspar Cratz, viriam a conhecer um pesado martírio, sujeitos a prisão em Batxa, logo em 12 de abril de 1736; foram torturados e a seguir decapitados.